# Bothár Dániel
ifj. Bothár Dániel (Besztercebánya, 1856. április 2. – Sopron, 1929. február 8.) filológus, gimnáziumi tanár, újságíró, filozófus.

## Életpályája
A besztercebányai gimnáziumban érettségizett. 1881-ben a Budapesti Tudományegyetemen görög-latin szakos középiskolai tanári oklevelet kapott. A Bécsi Egyetemen Franz Miklosichnál szlavisztikát tanult. 1881–1882 között gimnáziumi tanár volt Fehértemplomban. 1882–1886 között az újvidéki ipari és kereskedelmi iskola igazgatója volt. 1886-tól a felsőlövői gimnázium pedagógusa volt. 1896–1922 között a soproni evangélikus lyceum tanára, a lyceumi nagykönyvtár őre és a dunántúli evangélikus egyházkerület levéltárosa volt. 1923–1925 között a Pécsi Tudományegyetem soproni evangélikus hittudományi karán a szlovák nyelv lektora volt.
Nyelvészeti, pedagógiai tanulmányokat és ismertetéseket írt. Elsősorban a klasszikus nyelvekkel, szlavisztikával, a cseh-szlovák irodalmi és kulturális kapcsolatokkal foglalkozott. Egyik szervezője volt a soproni líceum természetrajzi gyűjteményének.